# درگیری شیموتسوکی
شیموتسوکی سودو (به ژاپنی: 霜月騒動 しもつきそうどう)، تغییر سیاسی در شوگون‌سالاری کاماکورا است که در کاماکورا در ۱۷ نوامبر ۱۲۸۵ (۱۴ دسامبر ۱۲۸۵) در اواخر دوره کاماکورا رخ داد. پس از مرگ شیکن هشتم هوجو توکیمونه، دولت اصلاحات و کوآن توکوشی که توسط آداچی یاسوموری، یکی از بستگان مادری هوجو ساداتوکی نهمین شیکن و یکی از اعضای با نفوذ، ارتقاء یافت، به بن‌بست رسید و با موضوعاتی مانند بحث پس از تهاجم مغول به ژاپن. درگیری با تایرا نو یوریتسونا و سایر نیروهای مخالف شدت گرفت و آداچی یاسوموری با حمله پیشگیرانه یوریتسونا شکست خورد و خانواده و پیروانش نیز از بین رفتند. این آشفتگی بیشتر به منطقه کانتو و کیوشو گسترش یافت و به یک جنگ داخلی در مقیاس بزرگ تبدیل شد که شوگون‌سالاری کاماکورا را به دو بخش تقسیم کرد. به آن حادثه شیموتسوکی، نبرد کوان، شورش آداچی یاسوموری و شورش آکیتا جوسوکه نیز می‌گویند.